# Cena Maxe Frische
Cena Maxe Frische, německy Max-Frisch-Preis, je literární cena města Curych na památku Maxe Frische. Je určená autorům, kteří se ve svých dílech zabývají základními otázkami demokratické společnosti. Cena byla poprvé předána v roce 1998 a uděluje se každé čtyři roky. Je dotována částkou 50 000 švýcarských franků.

## Nositelé
- 2022 Jonas Lüscher
- 2018 Maja Haderlap
- 2014 Robert Menasse
- 2011 Barbara Honigmannová
- 2006 Ralf Rothmann
- 2002 Jörg Steiner
- 1998 Tankred Dorst